# Hlídka (film, 1992)
Hlídka (v originále La Sentinelle) je francouzský hraný film z roku 1992, který režíroval Arnaud Desplechin podle vlastního scénáře. Film měl premiéru na filmovém festivalu v Cannes.

## Děj
Mathias, budoucí soudní patolog žijící v Německu, se rozhodne vrátit do Francie. Ve vlaku potká muže, který hu urazí a zmizí. Druhý den najde v kufru vypreparovanou hlavu. Zmatený Mathias objev tají a snaží se objasnit původ hlavy.

## Obsazení
| Emmanuel Salinger        | Mathias Barillet |
| Thibault de Montalembert | Jean-Jacques     |
| Jean-Louis Richard       | Bleicher         |
| Valérie Dréville         | Nathalie         |
| Marianne Denicourt       | Marie Barillet   |
| Jean-Luc Boutté          | Varins           |
| Bruno Todeschini         | William          |
| Philippe Duclos          | Macaigne         |
| Fabrice Desplechin       | Simon            |
| Emmanuelle Devosová      | Claude           |